# نقار البلوط
رَقَّاع نامل أو نقار البلوط هو نقار خشب متوسط الحجم، يطول نحو ٢١ سم، بسطته نحو ٣٧ سم، ويزن نحو ٨٥ غرام. موطنه بعض المناطق الأمريكية أخصها المكسيك وكرولينة. يتميز بتخزين البلوط في تجاويف الأشجار فيضمن بذلك ذخيرة الشتاء والثلج. يدثن عشه في نيسان في تجاويف الأشجار أو بين أوراق اليكة. الأنثى تبيض من ٥ إلى ٦ بيضات تحضنها وحدها دون الذكر الذي يجلب لها الغذاء.

## معرِض الصور

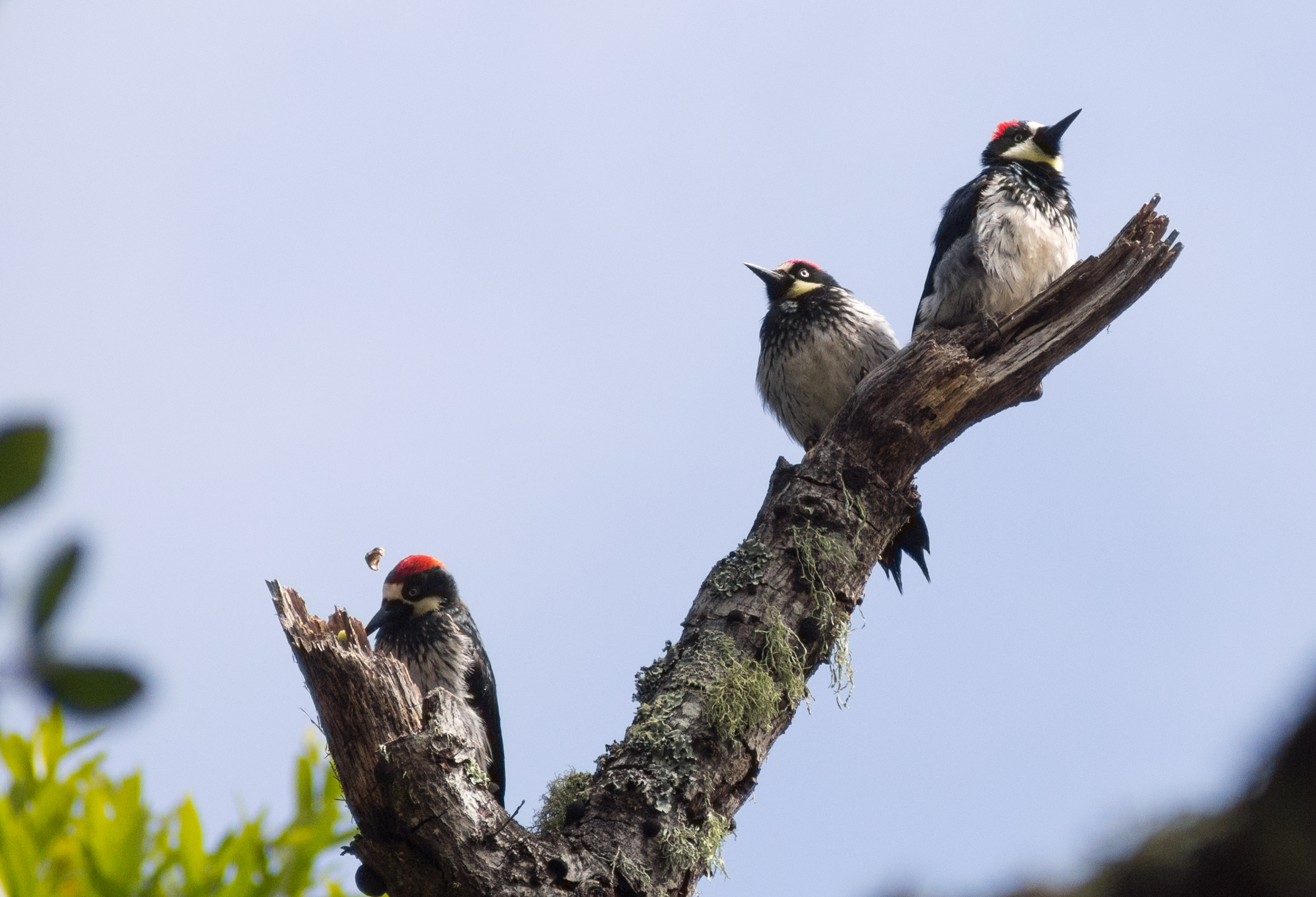
ثلاثة طير نقار البلوط في ولاية كَلِفُرنِيَة. وجهان في اتجاهين متعاكسين بينما يكسر أحدهما بلوط.
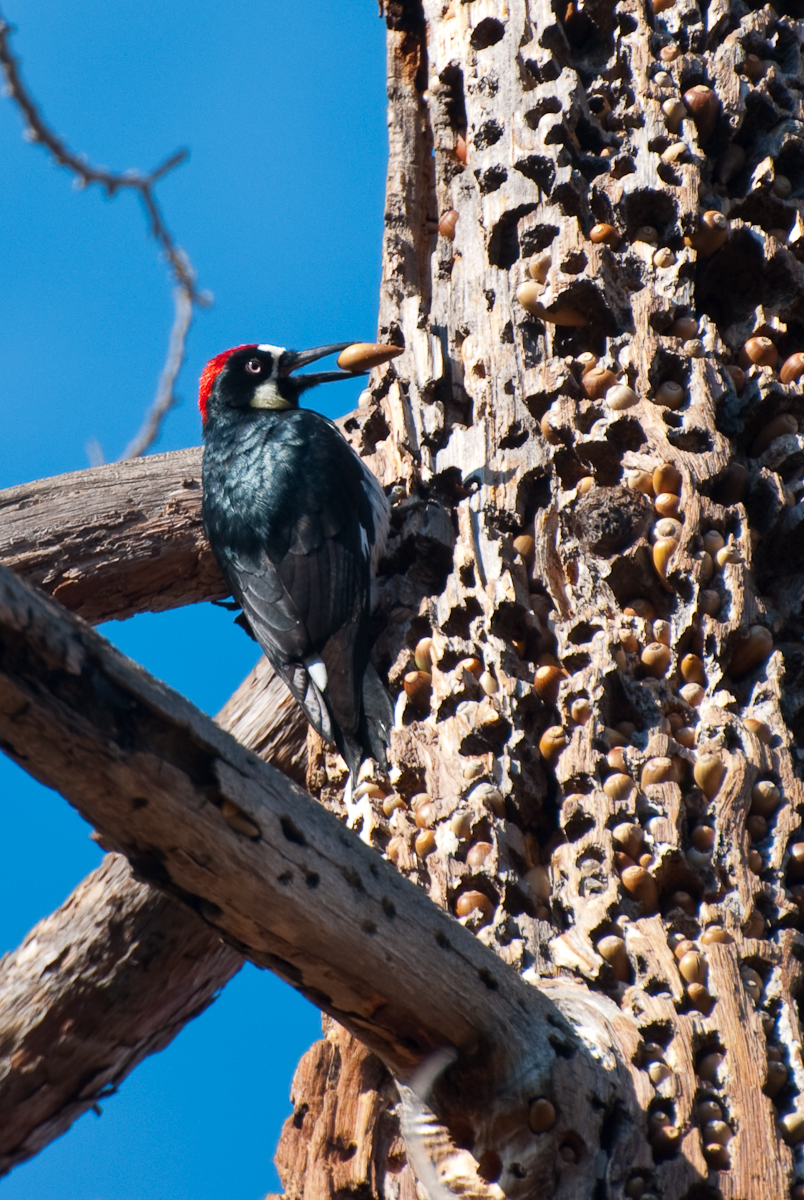
ذكر نقار البلوط مع "شجرة الحبوب" المليئة بالبلوط
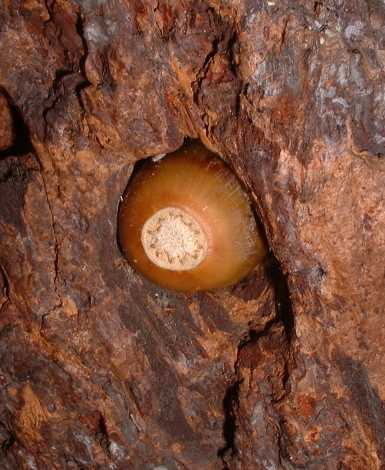
بلوط كَدَّسَه نقار البلوط